# 齐格弗里德·瓦格纳
齊格飛·華格納（德語：Siegfried Wagner，1869年6月6日—1930年8月4日），德国作曲家，理查德·瓦格纳之子，李斯特的外孙。他很早就开始作曲，后来从瓦格纳的学生洪佩尔丁克学习。1896年，他在拜罗伊特担任指挥，1908年成为拜罗伊特音乐节的艺术总监。他作有18部歌剧和一些管弦乐曲、声乐曲，但水平不高，基本沿袭了其父的音乐风格。

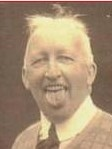
齊格飛·華格納搞怪吐舌头的照片

齊格飛·華格纳是一名双性恋者。